# Rezerwat Amudaryjski
Rezerwat Amudaryjski (turkm. Amyderýa goraghanasy) – rezerwat przyrody (zapowiednik) założony w 1982 roku, obejmujący obszary o łącznej powierzchni 48 500 ha znajdujące się w wilajecie lebapskim w północno-wschodnim Turkmenistanie, w środkowym biegu rzeki Amu-darii, przy granicy z Uzbekistanem.
Od 2009 roku rezerwat figuruje na turkmeńskiej liście informacyjnej – liście obiektów rozważanych do zgłoszenia na listę światowego dziedzictwa UNESCO. Obszar może zostać wpisany na listę na podstawie kryterium przyrodniczego X. Częścią rezerwatu jest Nargyz – ostoja ptaków IBA organizacji BirdLife International.

## Charakterystyka
Rezerwat Amudaryjski obejmuje trzy obszary o łącznej powierzchni 48 500 ha znajdujące się w środkowym biegu Amu-darii – Nargyz (45 100 ha), Görelde (2 200 ha) i Gabakly (1 200 ha), z których Nargyz położony jest na prawym brzegu rzeki, zaś Görelde i Gabakly na brzegu lewym. Zapowiednik utworzony został w 1982 roku w celu ochrony i odtwarzania reliktowych lasów łęgowych zwanych tugaj, typowych dla obszarów zalewowych wzdłuż rzek Azji Środkowej. Rezerwat Amudaryjski to jedyny obszar w Turkmenistanie, gdzie lasy te wciąż występują. W skład rezerwatu wchodzą również obszary pagórkowate, barchany pustyń Kyzył-kum oraz Kara-kum, solniska charakterystyczne dla Niziny Turańskiej oraz koryto Amu-darii.
Do głównych czynników zagrażających rezerwatowi należą ekspansja pól uprawnych kosztem tugaju, wycinanie drzew w celu pozyskania drewna opałowego, ekstensywny wypas zwierząt gospodarskich skutkujący degradacją pokrywy glebowej oraz kłusownictwo.

### Flora
Flora całego rezerwatu reprezentowana jest przez 227 gatunków roślin naczyniowych, natomiast lasy tugajskie porasta 86 gatunków roślin. Do dominujących należą topola eufracka (Populus euphratica) i Populus pruinosa, oliwniki (Elaeagnus sp.), wierzba Salix songarica, tamaryszek (Tamarix sp.), słonisz srebrzysty (Halimodendron halodendron), lukrecja gładka (Glycyrrhiza glabra), trzcina pospolita (Phragmites australis), cukrowiec Erianthus ravennae, toina Trachomitum scabrum oraz Aeluropus littoralis. Sporadycznie występują Eulophia turkestanica i Ophioglossum bucharicum.
Niewielką część terenu (ok. 500 ha) zajmują grunty orne, na których uprawiana jest bawełna, pszenica i ryż.

### Fauna
Na terenie rezerwatu stwierdzono występowanie 80 gatunków pajęczaków, 43 gatunków ryb (w tym dwóch endemicznych gatunków jesiotrowatych wymienionych w Czerwonej Księdze Turkmenistanu – Pseudoscaphirhynchus kaufmanni i Pseudoscaphirhynchus hermanni), 2 gatunków płazów, 29 gatunków gadów i 42 gatunków ssaków (w tym jelenia bucharskiego, dzika euroazjatyckiego i gazeli czarnoogonowej).

#### Awifauna
Na obszarze ostoi ptaków Nargyz będącej częścią Rezerwatu Amudaryjskiego odnotowano występowanie 247 gatunków ptaków, w tym 105 gatunków lęgowych. Najliczniej reprezentowane są wróblowe (102 gatunki), ptaki drapieżne (28 gatunków), kaczkowate (23 gatunki) i ptaki brodzące (21 gatunków); w sumie odnotowano 81 gatunków ptactwa wodnego. Przyczyną tak bogatej różnorodności awifauny jest fakt położenia rezerwatu na szlakach sezonowych migracji ptaków wzdłuż Amu-darii. Gatunkami osiadłymi, przelotnymi bądź zimującymi wymienionymi na Czerwonej Liście IUCN i Czerwonej Księdze Turkmenistanu są pelikan różowy i pelikan kędzierzawy, warzęcha, bocian czarny, marmurka, podgorzałka, rybołów, bielik wschodni, orzeł cesarski i orzeł przedni, sęp kasztanowaty, gadożer, błotniak stepowy, pustułeczka, raróg i sokół wędrowny, modrzyk, żuraw stepowy, strepet, hubara arabska, drop, kulon, puchacz, kraska i gęś łabędzionosa. Występują tu również bażant, persówka, kormoran, bogatka Parus major bokharensis i dzięcioł białoskrzydły.